# Gladicosa huberti
Gladicosa huberti är en spindelart som först beskrevs av Chamberlin 1924.  Gladicosa huberti ingår i släktet Gladicosa och familjen vargspindlar. Inga underarter finns listade i Catalogue of Life.